# Serie A 1980/1981
Soutěžní ročník Serie A 1980/81 byl 79. ročník nejvyšší italské fotbalové ligy a 49. ročník od založení Serie A. Soutěž začala 14. září 1980 a skončila 24. května 1981. Účastnilo se jí opět 16 týmů z toho 13 se kvalifikovalo z minulého ročníku. Poslední tři týmy předchozího ročníku, jimiž byli Pescara Calcio, Milán AC a SS Lazio (Milán AC a SS Lazio byli potrestáni při sázení zápasů sestupem) sestoupily do druhé ligy. Opačným směrem putovali tři týmy, jimiž byli Como Calcio (vítěz druhé ligy), US Pistoiese, Brescia Calcio.
Titul v soutěži obhajoval klub FC Inter Milán, který v minulém ročníku získal 12. prvenství v soutěži.

## Přestupy hráčů
| Jméno                | odkud                  | kam            |  |
| -------------------- | ---------------------- | -------------- |  |
| Paulo Roberto Falcão | SC Internacional       | AS Řím         |  |
| Herbert Prohaska     | Austria Vídeň          | FC Inter Milán |  |
| Liam Brady           | FC Arsenal             | Juventus FC    |  |
| Ruud Krol            | Vancouver Whitecaps FC | SSC Neapol     |  |

## Složení ligy v tomto ročníku
| Klub               | Město         | Stadión                          | Kapacita | Trenér                                                                                           | 1979/80          |
| ------------------ | ------------- | -------------------------------- | -------- | ------------------------------------------------------------------------------------------------ | ---------------- |
| Ascoli Calcio 1898 | Ascoli Piceno | Stadio Cino e Lillo Del Duca     | 40 000   | Giovan Battista Fabbri (do 12. kola) Carlo Mazzone                                               | 4.               |
| US Avellino        | Avellino      | Stadio Partenio-Adriano Lombardi | 39 500   | Luís Vinício                                                                                     | 11.              |
| Bologna FC         | Bologna       | Stadio Comunale                  | 50 000   | Luigi Radice                                                                                     | 7.               |
| Brescia Calcio     | Brescia       | Stadio Mario Rigamonti           | 28 200   | Alfredo Magni                                                                                    | Serie B          |
| Cagliari Calcio    | Cagliari      | Stadio Sant'Elia                 | 40 000   | Mario Tiddia                                                                                     | 9.               |
| US Catanzaro       | Catanzaro     | Stadio Comunale                  | 30 000   | Tarcisio Burgnich                                                                                | 12.              |
| Como Calcio        | Como          | Stadio Giuseppe Sinigaglia       | 20 000   | Giuseppe Marchioro                                                                               | Serie B          |
| AC Fiorentina      | Florencie     | Stadio Comunale                  | 58 000   | Paolo Carosi (do 14. kola) Giancarlo De Sisti                                                    | 5.               |
| FC Inter Milán     | Milán         | Stadio Giuseppe Meazza           | 83 000   | Eugenio Bersellini                                                                               |                  |
| SSC Neapol         | Neapol        | Stadio San Paolo                 | 81 000   | Rino Marchesi                                                                                    | 10.              |
| AC Perugia         | Perugia       | Stadio Renato Curi               | 25 000   | Renzo Ulivieri (do 16. kola) Giampiero Molinari                                                  | 8.               |
| US Pistoiese       | Pistoia       | Stadio Comunale di Pistoia       | 15 000   | Lido Vieri (do 24. kola) Lido Vieri + Edmondo Fabbri                                             | Serie B          |
| AS Řím             | Řím           | Stadio Olimpico                  | 66 000   | Nils Liedholm                                                                                    | 6.               |
| Juventus FC        | Turín         | Stadio Comunale                  | 71 000   | Giovanni Trapattoni                                                                              | Stříbrná medaile |
| Turín Calcio       | Turín         | Stadio Comunale                  | 71 000   | Ercole Rabitti (do 19. kola) Romano Cazzaniga                                                    | Bronzová medaile |
| Udinese Calcio     | Udine         | Stadio Friuli                    | 50 000   | Marino Perani (do 3. kola) Enzo Ferrari (do 4. kola) Gustavo Giagnoni (do 16. kola) Enzo Ferrari | 13.              |

## Tabulka
| Poř. | Tým                | Z  | V  | R  | P  | VG | OG | B  |
| ---- | ------------------ | -- | -- | -- | -- | -- | -- | -- |
| 1.   | Juventus FC        | 30 | 17 | 10 | 3  | 46 | 15 | 44 |
| 2.   | AS Řím             | 30 | 14 | 14 | 2  | 43 | 20 | 42 |
| 3.   | SSC Neapol         | 30 | 14 | 10 | 6  | 31 | 21 | 38 |
| 4.   | FC Inter Milán     | 30 | 14 | 8  | 8  | 41 | 24 | 36 |
| 5.   | AC Fiorentina      | 30 | 9  | 14 | 7  | 28 | 25 | 32 |
| 6.   | Cagliari Calcio    | 30 | 8  | 14 | 8  | 29 | 30 | 30 |
| 7.   | Bologna FC 1       | 30 | 11 | 12 | 7  | 32 | 27 | 29 |
| 8.   | US Catanzaro       | 30 | 6  | 17 | 7  | 24 | 27 | 29 |
| 9.   | Turín Calcio       | 30 | 8  | 10 | 12 | 26 | 29 | 26 |
| 10.  | US Avellino 1      | 30 | 10 | 10 | 10 | 36 | 33 | 25 |
| 11.  | Ascoli Calcio 1898 | 30 | 7  | 11 | 12 | 18 | 34 | 25 |
| 12.  | Udinese Calcio     | 30 | 6  | 13 | 11 | 24 | 39 | 25 |
| 13.  | Como Calcio        | 30 | 8  | 9  | 13 | 25 | 33 | 25 |
| 14.  | Brescia Calcio     | 30 | 4  | 17 | 9  | 19 | 25 | 25 |
| 15.  | AC Perugia 1       | 30 | 5  | 13 | 12 | 18 | 31 | 18 |
| 16.  | US Pistoiese       | 30 | 6  | 4  | 20 | 19 | 46 | 16 |

Poznámky
- Z = Odehrané zápasy; V = Vítězství; R = Remízy; P = Prohry; VG = Vstřelené góly; OG = Obdržené góly; B = Body
- za výhru 2 body, za remízu 1 bod, za prohru 0 bodů.

- 1  Bologna FC, US Avellino a AC Perugia přišly o 5 bodů za sázení zápasů.

|  | Přímý postup do PMEZ 1981/82        |
|  | Přímý Postup do Poháru UEFA 1981/82 |
|  | Přímý postup do Poháru PVP 1981/82  |
|  | Sestup do Serie B 1981/82           |

## Střelecká listina
Nejlepším střelcem tohoto ročníku Serie A se stal italský útočník Roberto Pruzzo. Hráč AS Řím vstřelil 18 branek.
| P. | Nár    | Hráč                 | Tým             | Branky |
| -- | ------ | -------------------- | --------------- | ------ |
| 1. | Itálie | Roberto Pruzzo       | AS Řím          | 18     |
| 2. | Itálie | Massimo Palanca      | US Catanzaro    | 13     |
| 3. | Itálie | Alessandro Altobelli | FC Inter Milán  | 12     |
| 4. | Itálie | Francesco Graziani   | Turín Calcio    | 11     |
| 4. | Itálie | Claudio Pellegrini   | SSC Neapol      | 11     |
| 6. | Itálie | Giancarlo Antognoni  | AC Fiorentina   | 9      |
| 6. | Itálie | Vito Chimenti        | US Pistoiese    | 9      |
| 6. | Itálie | Paolo Pulici         | Turín Calcio    | 9      |
| 9. | Irsko  | Liam Brady           | Juventus FC     | 8      |
| 9. | Itálie | Franco Selvaggi      | Cagliari Calcio | 8      |
| 9. | Itálie | Nicola Zanone        | Udinese Calcio  | 8      |

## Vítěz
| Serie A 1980/81 Juventus FC (19. titul) |